# هورست فرانک
هورست فرانک (آلمانی: Horst Frank؛ ‏ ۲۸ مهٔ ۱۹۲۹ – ۲۵ مهٔ ۱۹۹۹) بازیگر اهل آلمان بود. وی بین سال‌های ۱۹۵۵ تا ۱۹۹۹ میلادی فعالیت می‌کرد.
از فیلم‌ها یا برنامه‌های تلویزیونی که وی در آن نقش داشته‌است، می‌توان به راه‌ها در میان شب، آلبینو، کارلوس، جنگو، آماده مرگ باش و انتقام فو مانچو اشاره کرد.